# Pierre van der Linden
Pierre van der Linden é um baterista holandês nascido em 19 de fevereiro de 1946 na cidade de Amsterdã.

## Carreira
Consolidou sua carreira ao tornar-se, em 1971, baterista da banda progressiva Focus, deixando-a logo em 1973. Após um extenso período tocando em outras bandas, Pierre retornou recentemente a esta banda pela qual construira seu sucesso.
No final da década de 70 Pierre van der Linden publicou um livro sobre bateria. Foi considerado um pouco complexo e não vendeu, "A maioria dos bateristas o jogou fora... era muito difícil", contou Pierre.

## Bandas
- Johnny and his Cellarrockers (1961-1963)
- ZZ & De Maskers (1963-1964)
- Jumping Pop-In (1966-1967)
- Tee-Set (1967)
- Met & Zonder (1968)
- After Tea (1968)
- Brainbox (1969-1971, 1982-1984, 2003-2004)[3]
- Focus (1971-1973, 2004-atualmente)
- Trace (1974-1975)
- Crypto (1975)
- Sweet 'd Buster (1978-1979)
- Advanced Warning (1989-2000)[1]
- Flavium (2001)

## Discografia
- ZZ & De Maskers
  - Dracula (Single, 1963)
- Brainbox
  - Brainbox (1969)
  - The Last Train (2004)

- Focus
  - Moving waves (1971)
  - 3 (1972)
  - Live at The Rainbow (1973)
  - Ship of Memories (1976)
  - Focus 9/New Skin (2006)
- Trace
  - Trace (1974)
- Sweet 'd Buster
  - Giggs (1979)
  - Shot in the blue (1980)
- Advanced Warning
  - Hi-fi Apartement (1989)
  - Nothing to Be Afraid of (1991)
  - Watch out For the Jazz Police (1993)
  - Cut the Crap (1996)
  - Explosion Extra Ordinaire (2000)
  - Regroovable (2004)
  - Hot House (2004)
  - Live At The Amsterdam Blues Festival (2004)
  - Lemon Juice (2005)

### Participações especiais
- - Jan Akkerman: Profile (1972)
  - Cyril Havermans: Cyril (1973)
  - Jan Akkerman & Kaz Lux: Eli (1976)
  - Jan Akkerman: Jan Akkerman (1977)
  - Jan Akkerman & Kaz Lux: Transparental (1980)
  - Rinus Groeneveld: Dare To Be Different (1990)

### Solo
- - Drum Poetry (2000)